# Sipsiönjärvi
Sipsiönjärvi är en sjö i Finland. Den ligger i kommunen Ikalis i landskapet Birkaland, i den sydvästra delen av landet, 200 km norr om huvudstaden Helsingfors. Sipsiönjärvi ligger 89,8 meter över havet. Den är 18,79 meter djup. Arean är 2,39 kvadratkilometer och strandlinjen är 17,45 kilometer lång. Sjön  ingår i Kumo älvs huvudavrinningsområde.   I omgivningarna runt Sipsiönjärvi växer i huvudsak blandskog.
I övrigt finns följande i Sipsiönjärvi:
- Pannisaari (en ö)